# Cape Plenty
Cape Plenty (englisch für Kap Überfluss) ist ein Kap am südöstlichen Ende von Gibbs Island im Archipel der Südlichen Shetlandinseln. Das Kap liegt am Ende der Furse-Halbinsel.
Teilnehmer der britischen Joint Services Expedition to Elephant Island Group (1976–1977) besuchten das Kap im Januar 1977. Sie benannten es so wegen des hier aufsteigenden nahrungsreichen Tiefenwassers, das zahlreiche antarktische Seevögel anzieht.